# Swimming with Men
Swimming with Men es una película de comedia británica de 2018 protagonizada por Rob Brydon, Jane Horrocks, Rupert Graves, Daniel Mays, Thomas Turgoose, Jim Carter, Adeel Akhtar y Charlotte Riley. Dirigida por Oliver Parker.
La guionista Aschlin Ditta basó el guion en el documental sueco del 2010 titulado Men Who Swim.

## Argumento
Cuando el contador Eric (Brydon) busca recuperar a su esposa Heather (Horrocks), encuentra una solución en forma de un equipo masculino de natación sincronizada : Men Who Swim. Eric se une a su equipo local y encuentra hermandad en este equipo mientras se entrena para el Campeonato Mundial en Milán.

## Elenco
- Rob Brydon como Eric Scott
- Jane Horrocks como Heather Scott
- Rupert Graves como Luke
- Daniel Mays como Colin
- Adeel Akhtar como Kurt
- Thomas Turgoose como Tom
- Jim Carter como Ted
- Charlotte Riley como Susan
- Nathaniel Parker como Lewis

Las escenas de la competencia del campeonato se filmaron en la piscina de 25 x 50 metros en Basildon Sporting Village.

## Estreno
La película clausuró el Festival Internacional de Cine de Edimburgo el 1 de julio de 2018. Salió a la venta en el Reino Unido el 4 de julio.

## Recepción
En Rotten Tomatoes, la película tiene una puntuación del 54% según las críticas de 46 críticos. El consenso del sitio afirma: "Swimming with Men toca temas que invitan a la reflexión en torno a la masculinidad moderna, pero en última instancia, nunca logra hacer mucho más que aguantar el agua".
Peter Bradshaw de The Guardian le dio a la película un 3/5. Empire le dio dos estrellas y lo comparó desfavorablemente con The Full Monty .